# Eucapperia continentalis
Eucapperia continentalis is een nachtvlinder uit de familie Pterophoridae (vedermotten). De spanwijdte van de vlinder bedraagt tussen de 14 en 19 millimeter. De soort is bekend uit Tanzania. De soortaanduiding verwijst ernaar dat dit de eerste soort uit het geslacht Eucapperia is die is beschreven van het vasteland van Afrika; eerdere soorten waren bekend uit Madagaskar. De soort vliegt in november.
De soort is beschreven in een special van Zoologische Mededelingen, uitgegeven door Naturalis, die op 1 januari 2008 verscheen ter ere van het 250-jarig bestaan van de zoölogische nomenclatuur. Op 1 januari 1758 verscheen namelijk de tiende editie van Systema naturae van Carl Linnaeus.